# جان لاینز (ورزشکار)
جان لاینز (انگلیسی: John Lyons; ۳۱ مارس ۱۹۰۰ – ۱۵ ژانویهٔ ۱۹۷۱) بازیکن هاکی روی یخ اهل ایالات متحده آمریکا بود.